# Czynnik aktywujący płytki

Wzór strukturalny PAF – zauważ wiązanie eterowe w pozycji sn-1 oraz grupę acetylową w pozycji sn-2.

Czynnik aktywujący płytki krwi (ang. platelet-activating factor, PAF) — pochodna fosfatydylocholiny błony komórkowej. PAF jest mediatorem wytwarzanym przez komórki tuczne, bazofile, makrofagi, monocyty, neutrofile, eozynofile, ale nie przez limfocyty.
Powstaje na skutek bodźca drażniącego komórkę (mediator generowany). Nazwa tego czynnika, odkrytego w latach sześćdziesiątych XX w., została przypadkowo dobrana, gdyż wpływ na trombocyty to jedynie część jego możliwych oddziaływań.
PAF jest w pewnym stopniu odpowiedzialny za wiele objawów reakcji alergicznych m.in. skurcz oskrzeli czy wzrost przepuszczalności naczyń krwionośnych. PAF działa także chemotaktycznie i aktywująco na monocyty i neutrofile.
Ponadto, PAF wydzielany jest przez komórkę jajową po zapłodnieniu i odgrywa ważną rolę w implantacji jaja w ścianie macicy. Jest również produkowany w dużych ilościach w płucach płodu w późnym okresie ciąży i stymuluje produkcję surfaktantu płucnego (kompleksu białkowo-lipidowego), która zapobiega zapadaniu się płuc u noworodka.
Czynnik aktywujący płytki został odkryty przez francuskiego immunologa Jacques'a Benveniste'a w 1970 roku.

Przeczytaj ostrzeżenie dotyczące informacji medycznych i pokrewnych zamieszczonych w Wikipedii.